# Boryssiwka (Berdjansk)
Boryssiwka (ukrainisch Борисівка; russisch Борисовка Boryssowka) ist ein Dorf im Süden der ukrainischen Oblast Saporischschja mit etwa 1100 Einwohnern (2001).

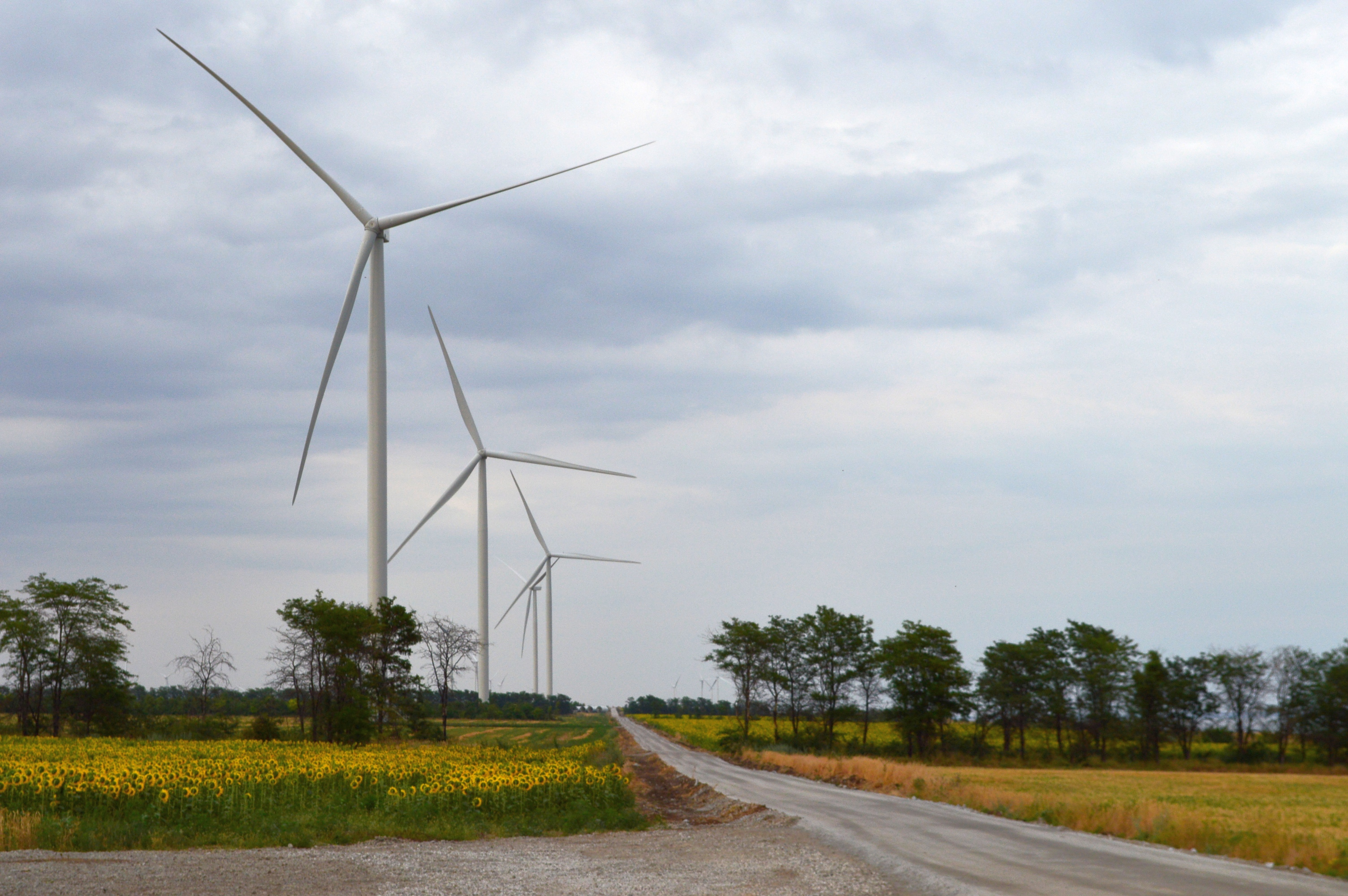
Windräder im Ortsgebiet

Das 1861 im Gouvernement Taurien gegründete Dorf befindet sich am Ufer der 100 km langen Obytitschna (Обитічна), die wenige Kilometer weiter südwestlich ins Asowsche Meer mündet und an der Fernstraße M 14/E 58. Die Ortschaft liegt im Rajon Berdjansk 10 km nordöstlich vom ehemaligen Rajonzentrum Prymorsk und 180 km südöstlich vom Oblastzentrum Saporischschja.
Am 12. Juni 2020 wurde das Dorf ein Teil der neugegründeten Stadtgemeinde Prymorsk, bis dahin bildete es zusammen mit den Dörfern Asow (Азов) und Losaniwka (Лозанівка) die gleichnamige Landratsgemeinde Boryssiwka (Борисівська сільська рада/Boryssiwska silska rada) im Osten des Rajons Prymorsk.
Seit dem 17. Juli 2020 ist sie ein Teil des Rajons Berdjansk.

## Persönlichkeiten
Im Dorf kam am 3. Oktoberjul. / 16. Oktober 1907greg. der sowjetische Generalmajor, Dissident und Menschenrechtler Pjotr Grigorjewitsch Grigorenko († 1987) zur Welt.